# Olegario Vázquez Raña

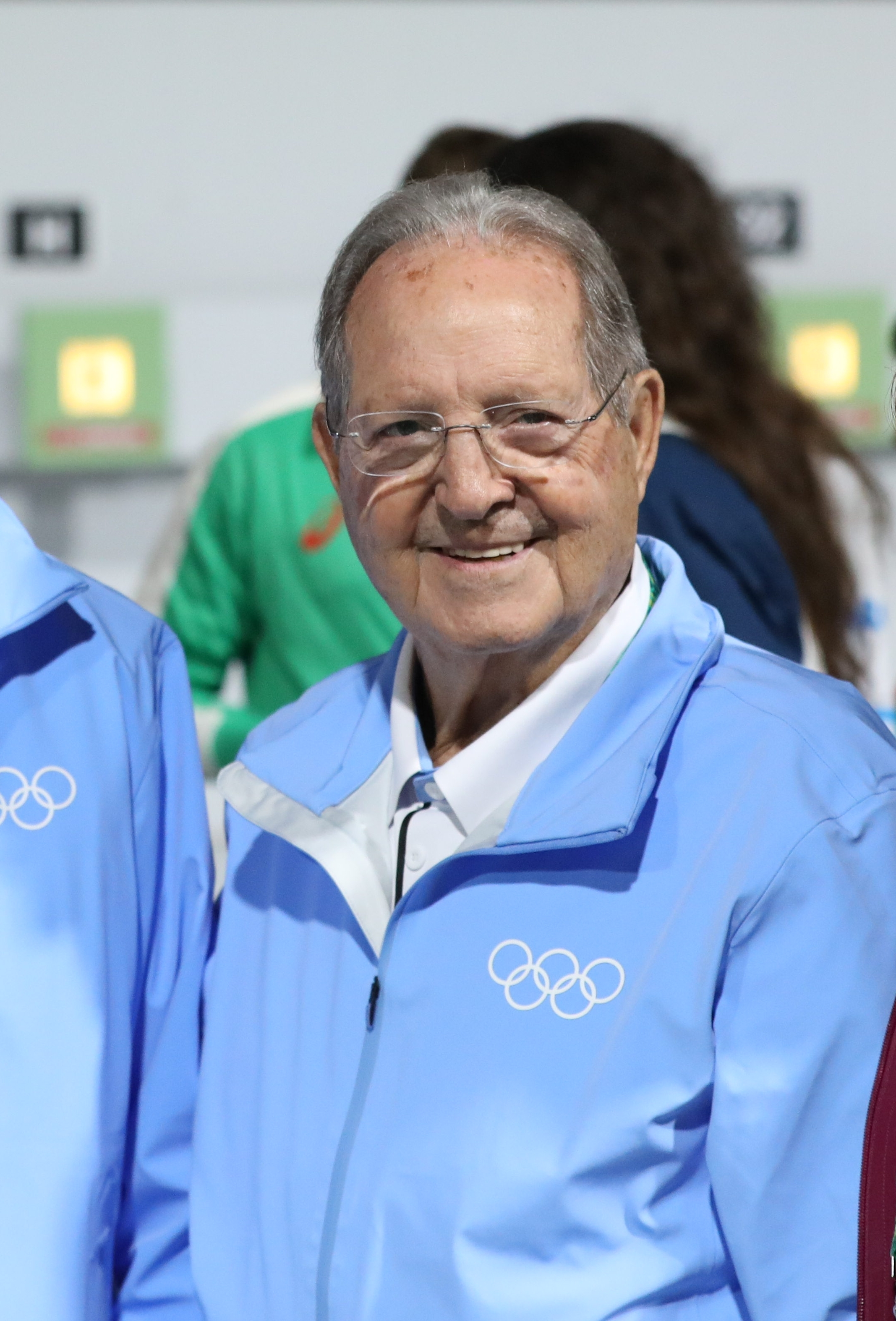
Olegario Vázquez Raña in seiner Funktion als Präsident der International Shooting Sport Federation bei den Olympischen Jugend-Sommerspielen 2018

Olegario Vázquez Raña (* 10. Dezember 1935 in Mexiko-Stadt; † 28. März 2025) war ein mexikanischer Sportschütze und Unternehmer.

## Leben
In den Jahren 1964, 1968, 1972 und 1976 war Raña als Sportschütze Teilnehmer bei den Olympischen Sommerspielen. Vázquez Raña war von 1980 bis 2018 Präsident der International Shooting Sport Federation (ISSF). Von 1995 bis 2016 war Vázquez Raña Mitglied des Internationalen Olympischen Komitees und war seitdem Ehrenmitglied. Des Weiteren war Vázquez Raña Gründer und Präsident des mexikanischen Unternehmens Grupo Empresarial Angeles.
Vázquez Raña war verheiratet und hat drei Kinder.